# Christian Friedrich Sintenis

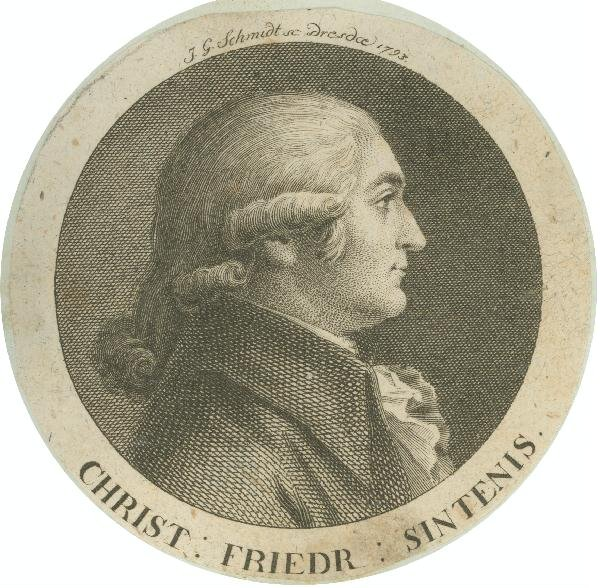
Christian Friedrich Sintenis (Dresden 1793), porträtiert von Johann Gottfried Schmidt (1764–1803)

Christian Friedrich Sintenis (* 12. März 1750 in Zerbst; † 31. Januar 1820 in Zerbst) war ein deutscher evangelischer Theologe, Erbauungsschriftsteller und Erzähler.

## Leben
Der Sohn des Johann Christian Sintenis besuchte zunächst die Schule und das Gymnasium illustre seiner Heimatstadt. Im Anschluss begab er sich am 27. Mai 1767 an die Universität Wittenberg, wo er bis 1770 ein Studium der Theologie und Philosophie absolvierte und 1771 als Hilfsprediger in Niederlepte ordiniert wurde.
Dieses Amt trat er 1772 an, wurde im Folgejahr Pastor in Bornum, 1787 war er in der Verwaltung der Propstei und Superintendentur in Lindau, dann Diakon an der St. Trinitatiskirche in Zerbst und 1791 dort Pastor. Zudem hatte er bis 1798 eine Professur der lutherischen Theologie und Metaphysik am Akademischen Gymnasium in Zerbst inne.
Als beliebter Prediger erwarb er sich Verdienste um die Organisation des Armenwesens, schrieb Erbauungsliteratur, Sachinformation in der Tradition der Hausväterliteratur, Romane, historische Abhandlungen und politisch bedeutsame Utopien.

## Werke
- Trakimor, oder das goldene Land, 2 Bände, Leipzig 1787/88; vermutlich eine Übersetzung
- Gottlieb Denkers letzte Revision des Kirchenglaubens, 1799 (Digitalisat)
- Theodor, 2 Bände, Berlin 1786
- Elpizon, oder über meine Fortdauer im Tode., Teil 1; Danzig 1795, Teil 2; Zerbst 1804 und Teil 3; Leipzig 1806
- Der Mensch im Umkreis seiner Pflichten., 2 Bände, Leipzig 1804 und 1807
- Vater Roderich unter seinen Kindern, Wittenberg 1783, Leipzig 1817
- Menschenfreuden aus meinem Garten in Zerbst, Frankfurt am Main, Leipzig 1778 und öfter
- Hallo's glücklicher Abend, Leipzig 1783, 1787
- Robert und Elise, 2. Teile Leipzig 1786
- Flemmings Geschichte, 3. Teile Leipzig 1789–92
- Stunden für die Ewigkeit gelebt, Berlin 1791/92
- Briefe über die wichtigsten Gegenstände der Menschheit, 4 Bände, Leipzig 1794–98.
- Dialogen des Küsters Ehrentraut mit den Honoratioren seines Dorfes, 2 Teile, Berlin 1796
- Sonntagsbuch zur Beförderung wahrer Erbauung zu Hause., 5 Teile, Leipzig 1801–1803, 1813.
- Oswald, der Greis oder mein letzter Glaube., Leipzig 1813, 1820